# Lycium retusum
Lycium retusum är en potatisväxtart som beskrevs av Robinson och Fernald. Lycium retusum ingår i släktet bocktörnen, och familjen potatisväxter. Inga underarter finns listade i Catalogue of Life.